# Alexander Hold von Ferneck
Alexander svobodný pán Hold von Ferneck (německy Alexander Freiherr Hold von Ferneck) (26. února 1838 Šoproň – 18. listopadu 1901 Innsbruck) byl rakousko-uherský generál. V c. k. armádě sloužil od roku 1858 a zúčastnil se několika válečných tažení. Později byl důstojníkem generálního štábu, uplatnil se jako pedagog a dlouhodobě zastával vysoké funkce na ministerstvu války. Svou kariéru završil jako velitel 14. armádního sboru v Tyrolsku (1895–1900). V roce 1898 dosáhl v armádě hodnosti polního zbrojmistra a po odchodu do penze byl povýšen do stavu svobodných pánů (1900), zemřel krátce poté.

## Životopis
Studoval na Technické vojenské akademii ve Vídni a do armády vstoupil jako poručík k 2. ženijnímu pluku. Zúčastnil se války se Sardinií a v roce 1860 byl povýšen na nadporučíka. V roce 1866 bojoval v Itálii a jako štábní důstojník se zúčastnil bitvy u Custozzy. O rok později byl v hodnosti kapitána přidělen k operační kanceláři generálního štábu, kde se mimo jiné věnoval geodézii a zaměřování terénu. V hodnosti majora (1872) následně sloužil u 5. a 48. pěšího pluku. V roce 1876 byl povýšen na podplukovníka a působil jako pedagog na Válečné škole (K.u.k. Kriegsschule) ve Vídni. V roce 1878 se podílel na okupaci Bosny a Hercegoviny, za zásluhy získal dvě vyznamenání a byl povýšen do šlechtického stavu. V roce 1879 dosáhl hodnosti plukovníka a byl jmenován do funkce přednosty 5. oddělení na ministerstvu války, kde strávil čtyři roky (1879–1883).
V roce 1885 byl povýšen do hodnosti generálmajora a již předtím se stal šéfem prezidiální kanceláře na ministerstvu války (1883–1890). K datu 1. listopadu 1890 získal hodnost polního podmaršála. Nadále setrval na ministerstvu války, kde působil ve funkci druhého sekčního šéfa (1890–1895). V roce 1895 byl krátce velitelem 13. pěší divize ve Vídni a nakonec zastával funkci velitele 14. armádního sboru v Innsbrucku (1895-1900)., respektive zemským velitelem pro Tyrolsko, Vorarlbersko, Horní Rakousko a Salcbursko. K datu 1. listopadu 1898 dosáhl hodnosti polního zbrojmistra. Dne 1. května 1900 byl penzionován a o rok později zemřel v Innsbrucku.
S manželkou Emilií, rozenou Wilhelmovou (1852–1912) měl tři děti. Z nich vynikl syn Alexander (1875–1955), který byl právníkem, v době monarchie úředníkem na ministerstvu zahraničí, později profesorem Vídeňské univerzity a v letech 1934–1935 jejím rektorem. Dcera Emilie se provdala za Ferdinanda Rottera z průmyslnické rodiny z Vrchlabí.

## Tituly a ocenění
V roce 1878 byl povýšen do šlechtického stavu s titulem rytíř. Jako velitel armádního sboru obdržel v roce 1895 titul c. k. tajného rady s nárokem na oslovení Excelence. Po odchodu do výslužby byl povýšen do stavu svobodných pánů s predikátem von Ferneck (9. srpna 1900). Od roku 1897 byl čestným majitelem pěšího pluku č. 61 dislokovaného v Temešváru. Během vojenské služby získal řadu ocenění v Rakousku-Uhersku i v zahraničí.

### Rakousko-Uhersko
- Řád železné koruny I. třídy (1898)
- Jubilejní pamětní medaile (1898)
- komandérský kříž Leopoldova řádu (1894)
- Řád železné koruny II. třídy (1887)
- rytířský kříž Leopoldova řádu (1882)
- Řád železné koruny III. třídy s válečnou dekorací (1878)
- Válečná medaile (1878)
- Vojenský záslužný kříž (1866)

### Zahraničí
- velkokříž Řádu italské koruny (Itálie)
- komandér Řádu sv. Mořice a Lazara (Itálie)
- Řád sv. Stanislava I. třídy (Rusko)
- velkokříž Řádu Albrechtova (Sasko)
- Řád Takova I. třídy (Srbsko)
- Řád bílého orla III. třídy (Srbsko)
- velkodůstojník Řádu rumunské hvězdy (Rumunsko)
- Řád červené orlice II. třídy (Německo)
- komandér Řádu meče (Švédsko)
- Řád vycházejícího slunce III. třídy (Japonsko)